# ورویر پانویان
ورویر مارتیروسی پانویان (ارمنی: Վրույր Մարտիրոսի Փանոյան؛ انگلیسی: Vruyr Panoyan؛ زاده ۱۶ سپتامبر [سبک قدیمی: ۳ سپتامبر] ۱۹۰۷ – درگذشته ۲۷ مهٔ ۱۹۷۷) یک بازیگر اهل ارمنستان بود. وی بین سال‌های ۱۹۶۷ تا ۱۹۷۷ میلادی فعالیت می‌کرد.

## زندگی‌نامه
وی در ۳ سپتامبر ۱۹۰۷ در وانادزور، استان لوری به دنیا آمد  وی همچنین برندهٔ جوایزی همچون هنرمند مردمی ارمنستان شوروی (۱۹۶۱) شده است. وی در ۲۷ مهٔ ۱۹۷۷ در سن ۶۹ سالگی در آرتاشات درگذشت.

## گزیده فیلمشناسی
از فیلم‌ها یا برنامه‌های تلویزیونی که وی در آن نقش داشته است می‌توان به ناهاپتاشاره کرد.